# Paul Bradley
Paul Bradley es un actor británico, más conocido por haber interpretado a Nigel Bates en la serie EastEnders y a Elliot Hope en Holby City.

## Biografía
Paul toca la guitarra y canta con el grupo de folk progresivo llamado "The hKippers" junto a Stephen Warbeck.

## Carrera
El 24 de marzo de 1992, se unió al elenco de la exitosa y aclamada serie británica EastEnders, donde interpretó a Nigel Bates hasta el 30 de abril de 1998.
En 2002 apareció por primera vez en la serie My Family, donde interpretó al señor Spufford en el episodio "Shrink Rap"; en 2004 apareció de nuevo en la serie esta vez interpretando al señor Griffin en el episodio "The Book of Love". En 2002 también obtuvo un pequeño papel en la exitosa película norteamericana The Pianist, donde interpretó a Yehuda. El 8 de noviembre de 2005, se unió al elenco principal de otra exitosa serie británica Holby City, donde interpretó al doctor principal Elliot Hope hasta el 22 de septiembre de 2015.
En 2010 Paul interpretó a Elliot Hope en un episodio de la serie Casualty.

## Filmografía
Televisión:
| Año         | Título                         | Papel             | Notas                            |
| ----------- | ------------------------------ | ----------------- | -------------------------------- |
| 2005 - 2015 | Holby City                     | Dr. Elliot Hope   | 387 episodios                    |
| 2010        | Casualty                       | Dr. Elliot Hope   | episodio "Love Is a Battlefield" |
| 2005        | Twisted Tales                  | Mr. Pandemic      | episodio "Nothing to Fear"       |
| 2004        | My Family                      | Mr. Griffin       | episodio "The Book of Love"      |
| 1988, 1999  | Red Dwarf                      | Chen              | 3 episodios                      |
| 1992 - 1998 | EastEnders                     | Nigel Bates       | 421 episodios                    |
| 1992        | Alas Smith & Jones             | -                 | episodio # 7.2                   |
| 1992        | Bottom                         | Mr. Scrubbs       | episodio "Burglary"              |
| 1991        | Murder Most Horrid             | Sargento          | episodio "Murder at Tea Time"    |
| 1991        | Titmuss Regained               | Len Bigwell       | 2 episodios                      |
| 1990        | Boon                           | Clerk             | episodio "Best Left Buried"      |
| 1990        | T-Bag and the Pearls of Wisdom | Rick O'Shea       | episodio "Play It Again, Sal"    |
| 1989        | The Manageress                 | Fotógrafo         | episodio "One of Us"             |
| 1989        | Bradley                        | Bradley           | -                                |
| 1988        | The Bill                       | Henshaw           | episodio "Blue for a Boy"        |
| 1988        | The Kate Robbins Show          | Varios Personajes | -                                |
| 1987        | Stop That Laughing at the Back | Varios Personajes | -                                |
| 1986        | The Comic Strip Presents...    | Jerry             | episodio "Private Enterprise"    |
| 1982 - 1984 | The Young Ones                 | Warlock           | 4 episodios                      |

Películas:
| Año  | Título                      | Papel        | Notas                           |
| ---- | --------------------------- | ------------ | ------------------------------- |
| 2002 | The Pianist                 | Yehuda       | junto a Adrien Brody            |
| 2000 | Animated Epics: Don Quixote | Sancho Panza | prestó su voz para el personaje |

Teatro:
| Año  | Obra       | Personaje | Directora  | Teatro         | Notas                                                                                 |
| ---- | ---------- | --------- | ---------- | -------------- | ------------------------------------------------------------------------------------- |
| 1989 | Cinderella | -         | Wendy Toye | Palace Theatre | junto a Vivienne Martin, Andrea Miller, Morag Brownlie, Chris Johnston & Stephen Bent |

Apariciones:
| Año  | Programa   | Notas       |
| ---- | ---------- | ----------- |
| 2007 | Mastermind | concursante |